# Ralph Baines
Pour les articles homonymes, voir Baines.
Ralph Baines ou Ralph Baynes, de son nom latin Rudolphus Baynus, né à Knowsthorpe (près de Leeds) vers 1504 et mort à Islington (Londres) le 18 novembre 1559, est un prélat et hébraïsant anglais. Il fut pendant cinq ans professeur d'hébreu à Paris au Collège royal. 

## Biographie
Il fit ses études à St John's College (Cambridge) et fut ordonné prêtre à Ely en 1519. Il fut ensuite prédicateur à l'université de Cambridge en 1527 et recteur de la paroisse de Hardwick dans le Cambridgeshire. En 1549, il se rendit à Paris, où il entra comme professeur d'hébreu au Collège royal. Il retourna en Angleterre lors de l'accession au trône de Marie Tudor et fut nommé évêque de Lichfield et Coventry en 1554. Ardent adversaire de la Réforme, il participa activement à la persécution des protestants. En 1559, au début du règne d'Élisabeth Ire, il fut destitué de son évêché et incarcéré. Il mourut quelques mois plus tard de la pierre[Laquelle ?] et fut inhumé dans l'église de Saint Dunstan-in-the-West (en).
Considéré en Angleterre comme l'un des grands rénovateurs des études hébraïques, Ralph Baines publia à Paris trois ouvrages entre 1550 et 1555. Le premier consiste en une initiation à l'hébreu et le deuxième, intitulé Compendium Michlol, en un résumé de la première partie de la grammaire hébraïque de David Kimhi. Le troisième est un commentaire en latin des Proverbes de Salomon et comporte des variantes d'après le texte hébreu pour chaque verset.

## Ouvrages
- Prima Rudimenta in linguam hebraeam, nunc primum aedita, authore Rodolpho Bayno (1550)
- Compendium Michlol, hoc est absolutiss. grammatices Davidis Chimhi, nunc primo editum authore Rodolpho Bayno, Cantabrigense (1554)
- In Proverbia Salomonis tres libri commentariorum ex ipsis Hebraeorum fontibus manantium, authore Rodolpho Bayno (1555)

## Sources
- Sources biographiques : Charles Henry Cooper & Thompson Cooper, Athenae Cantabrigienses, Cambridge, 1858, vol. I, 1500-1585, p. 202.
- Sources bibliographiques : Bibliothèque nationale de France.